# Louis Fortamps
Louis Fortamps (27 april 1942) is een Belgische voormalige atleet, die gespecialiseerd was in het speerwerpen. Hij veroverde één Belgische titel.

## Biografie
Fortamps behaalde in 1970 de Belgische titel in het speerwerpen. Hij was aangesloten bij Sporting Club Anderlecht.

## Belgische kampioenschappen
| Onderdeel   | Jaar |
| ----------- | ---- |
| speerwerpen | 1970 |

## Persoonlijk record
| Onderdeel   | Prestatie | Datum | Plaats |
| ----------- | --------- | ----- | ------ |
| speerwerpen | 66,72 m   |       |        |

## Palmares

### speerwerpen
- 1970:  BK AC – 63,80 m